# ホイファ
ホイファ (満文：ᡥᠣᡳᡶᠠ, 転写：hoifa, 漢語：輝發)は、女真族の氏族部落の一 (輝發部)、また同氏族が樹立した部族国家の名称 (ホイファ･グルン)。その名称は現吉林省通化市輝南県を流れる輝発河に因み、宗族はホイファナラ氏を名告った。
明代にはフルン四部の一つ (ハダ・ウラ・イェヘ・ホイファ) であったが、領域は四部の中で最小、明朝・李氏朝鮮から距離があり、且つヌルハチ軍の攻撃の前にさしたる抵抗も果たせぬ内に滅亡した為、漢籍・満文史料中における記述が乏しく、さらに現地調査もあまりなされてこなかった。

## 略史
東海?ニマチャ部出身のイクデリ氏がホイファの地に移り住み、ナラ氏に投じてホイファナラ氏を名告ったのがホイファ部の肇めである。
そののち、ホイファナラ氏の子孫のワンギヌが、フルキ･ハダの天険に拠ってホイファ･ホトン (輝発城)を築き、ホイファ･グルン (輝発国)を樹立した。初代国主 (ホイファ･ベイレ) となったワンギヌは、チャハル部トゥメン･ジャサクト･ハーンの侵攻を挫くほどの城郭の堅固さを以て一時代はフルン中に覇を唱えた。
ワンギヌの死後、孫のバインダリが叔父七人を殺害して国主 (ホイファ･ベイレ) に即位 (バインダリの父は夭逝)。
ホイファはその後、勃興したばかりのヌルハチ率いるマンジュ (建州部、後の後金) と衝突したが、万暦21 (1593) 年のグレの山の戦で九部聯合軍の主力としてヌルハチ軍と抗戦し惨敗した後は再起も叶わず、万暦35 (1607) 年にヌルハチにより併呑され、バインダリが誅殺され滅亡した。

## 名称の由来
女真族の内、咸州 (現北朝鮮咸興市?) 東北の分界から山谷に入り、粟末江 (束末江とも) に至る一帯に住んだ一族は、契丹 (遼朝) の時代には咸州兵馬司 (zh)に隷属し、遼朝により滅亡した渤海国の旧民と「往来ニ禁無シ (往来無禁)」であったとされる。旧くは「回霸huíbà」、後に「輝發huífā」と呼ばれた (鉤括弧内の英字表記はいづれも普通話の拼音)。「ホイファ」という地名は或いは契丹語で「往来無禁 (の地)」の意味であろうとされる。
- 「自咸州東北分界入宮口至束沫江中間所居之女真隸咸州兵馬司與其國往來無禁謂之回霸」(南宋『大金國志』[12])
- 「回跋部太師踏剌葛來貢」など (大元至正『遼史』[13])[14]
- 「輝發今地名原作回霸今改正」(大清乾隆『欽定重訂大金國志』[15])

## 歴代国主
- 初代：ワンギヌ
- 末代：バインダリ (ワンギヌの長子の子)

## 城址
ホイファ･ホトンは輝発山 (フルキ･ハダ)に拠って築かれ、輝発河に面する交通の要衝に位置し、山頂と麓の台地を領土とした。築城にあたっては地勢を相当に研究したとみられ、三面を河が囲り、のこりの一面は広大な河谷平原に臨む。
城は三重構造で、山嶺に沿って城壁が築かれている。城内からは遺物が多く出土し、煉瓦などの建築構造物、銅器、鉄器、万暦の精美な瓷器 (磁器) などの出土品は、明代史研究において非常に重要とされる。
万暦35 (1607) 年9月、ヌルハチ率いるマンジュ (後金の前身) 軍により陥落。
2006年、中共国務院により「輝発城址」の名称で「第六批全国重点文物保護単位」に登録された。現吉林省通化市輝南県輝発城鎮の鎮政府所在地から西南へ4km隔たった輝発山上に遺構がある。

2005年に承 (日本学術振興会外国人研究員)・杉山 (駒澤大学) が城址を現地調査している (以下引用)。
(前略) ホイファ城址は県 (編者註：吉林省通化市輝南県) 治の朝陽鎮の東北方10数kmに位置する。吉林を発ったわれわれは、国道202号を一路西南に走って永吉県・磐石市を通過し、輝南県に入った。
〈ホイファ城〉
ホイファ城は、ホイファ河に面して聳える輝発山すなわちフルキ=ハダ Hūrki Hada (呼爾奇山)に築かれている。高さ40mほどの孤立した岩山で、見渡す限りの平地の只中に屹立するさまは壮観である。北流するホイファ河に面する西側と、同河旧街道のあった南側とは断崖になっており、天然の地形を活かした要害である。(中略) 縄張は、この丘城の内城を中心に中城・外城の三重から成っており、内城のうち川に面しない北側には堀切が切られ、ややなだらかな東側にのみ城門址とされる切り開きが遺っている (『清朝の史蹟』p.130)。
輝発山は急峻だが頂部は東西に段々状になっており、地形に沿って曲輪が築かれたようである。内城内は東に向って高くなる二段の台地になっており、本丸に相当するであろう上段部には、さらに高さ2m程度の天守台状の土壇が築かれていた。ただし、内城内の平坦な場所はことごとく玉蜀黍畑になっており、地形や遺構を確認することはできない。周辺各所には、いつの時期のものかは不明だが多数の煉瓦片・陶器片が散乱していた。この本丸相当部北側 (内城東北部) の切り開きが城門址とされており、断面には版築の跡が看取される。ここを下りると中城内で、1961年の史蹟表示の石碑が立っている。さらに東へ数百m歩くと、外城壁とみられる土塁遺構が遺っている。

(前略) かなりの川幅をもつ大河・ホイファ河に面して屹立するホイファ城の威容は非常に印象的で、地形を活かした堅固な縄張を誇り、他と比べては小さいながらフルンの一角を占める存在であることが実感できた。また、ホイファといえば最も奥まった印象があったが、ホイファ河流域の周辺一帯は見渡す限り山影が見えないほどの広大な盆地をなしており、チャハルのトゥメン=ジャサクト=ハーンが長駆包囲したというのも納得であった。

## 参照元・脚註
1. ↑  “ᡥᠣᡳᡶᠠ hoifa”. 新满汉大辞典. 新满汉大词典. p. 413. "[名] ❶〈地〉辉发：hoifa hoton 辉发城。❷ 辉发 (满族先世，明末海西女真部族之一)。"
2. ↑  輝發部：ᡥᠣᡳᡶᠠᡳ ᡤᠣᠯᠣᡳ ᠠᡳᠮᠠᠨ, hoifai goloi aiman ＊満洲語はホイファ(hoifa)の(i)地方(golo)の(i)部落(aiman)の意。
3. ↑  “ᡥᠣᡳᡶᠠ hoifa”. 满汉大辞典. 遼寧民族出版社. p. 350. "〔名〕辉发，清初部落名。"
4. 1 2  ホイファ･グルン：ᡥᠣᡳᡶᠠ(ᡳ) ᡤᡠᡵᡠᠨ, hoifa(i) gurun, 輝發國
5. 1 2  “明末清初期マンジュ・フルン史蹟調査報告-2005年遼寧・吉林踏査行”. 満族史研究:  64-65.
6. ↑   新满汉大词典. 新疆人民出版社. p. 577. "[名] ❶ 尼玛察 (清初部落名)。❷〈地〉尼玛察 (清代地名。今黑龙江省穆棱县东兴凯湖南附近)。"
7. 1 2 3  “拜音達里”. 清史稿. 223. 清史館
8. 1 2 3  フルキ･ハダ：ᡥᡡᡵᡴᡳ ᡥᠠᡩᠠ, hvrki hada, 嶺、崖、岩山。(『滿洲老檔』) フルキ峠の意。
9. 1 2  “ᡥᠣᡳᡶᠠ ᡥᠣᡨᠣᠨ hoifa hoton”. 新满汉大词典. 新疆人民出版社. p. 413. "〈地〉辉发城 (在今吉林省辉南县东此。明代海西女真辉发部所建)。"
10. ↑  “疆域五-咸平路”. 欽定滿洲源流考. 12. 不詳. "通考契丹時自咸州東北分界入山谷至粟末江中間所居之女真𨽻咸州兵馬司與其國往來無禁謂之輝發舊作回霸今改正"
11. ↑  維基百科「輝發」より引用。典拠なし。
12. ↑  “金國初興本末”. 大金國志. 不詳. "自咸州東北分界入宮口至束沫江，中間所居之女真，隸咸州兵馬司，與其國往來無禁，謂之“回霸”。"
13. ↑  “部族表”. 遼史. 69. 不詳. "回跋部太師踏剌葛來貢"
14. ↑  維基百科「輝發」では、『遼史』に「回霸」、"明清の著作"に「回跋」として現れるとしているが、具体的に何巻なのか不明で、"明清の著作"に至ってはどの文献を指すのかも不明な上に、『遼史』に出てくるのは実際は「回跋」で、「回霸」がみえるのは南宋に編纂された「大金國志」と清代に編纂された『滿洲源流考』。本記事ではあくまでも実際の文献に従った。
15. ↑  “譯改國語解”. 欽定重訂大金國志. 41. 不詳. "輝發今地名原作回霸今改正"
16. 1 2 3  “辉发城址”. 吉林省文化和旅游厅. 2023年7月16日時点のオリジナルよりアーカイブ。2023年7月16日閲覧。 “辉发城址位于辉南县辉发城镇政府所在地西南4公里的辉发山上，是明代女真扈伦四部之一辉发部的都城，依山面水，地处交通要道，万历三十五年 (公元一六〇七年) 九月被努尔哈赤率军攻陷。辉发城就雄居在辉发山巅和山下的台地上。辉发城的地理形态十分险要，筑城亦精心选择，城址三面环水， 一面临广阔的河谷平原。城分内外三层，随山势走向修筑城墙而成。城内遗物丰富，出土有砖瓦等建筑构件、铜器、铁器和“万历”年款的精美瓷器，是研 究明代历史的重要遗址。”
17. ↑  “国务院关于核定并公布第六批全国重点文物保护单位的通知”. 中华人民共和国中央人民政府. 2023年7月16日閲覧。 “[序号] 61 [编号]Ⅰ-61 [名称] 辉发城址 [时代] 明 [地址] 吉林省辉南县”
18. ↑  細谷, 良夫 (1991). 中国東北部における清朝の史蹟 - 1986〜1990年. 平成2年度科学研究費補助金・総合研究B「中央ユーラシア諸民族の歴史・文化に関する国際共同研究の企画・立案」成果報告書No.3. 不詳